# یواس‌ان‌اس میشن سولانو (تی-ای‌او-۱۳۵)
یواس‌ان‌اس میشن سولانو (تی-ای‌او-۱۳۵) (به انگلیسی: USNS Mission Solano (T-AO-135)) یک کشتی بود که طول آن ۵۲۴ فوت (۱۶۰ متر) بود. این کشتی در سال ۱۹۴۴ ساخته شد.